# Ernst Sommerschuh

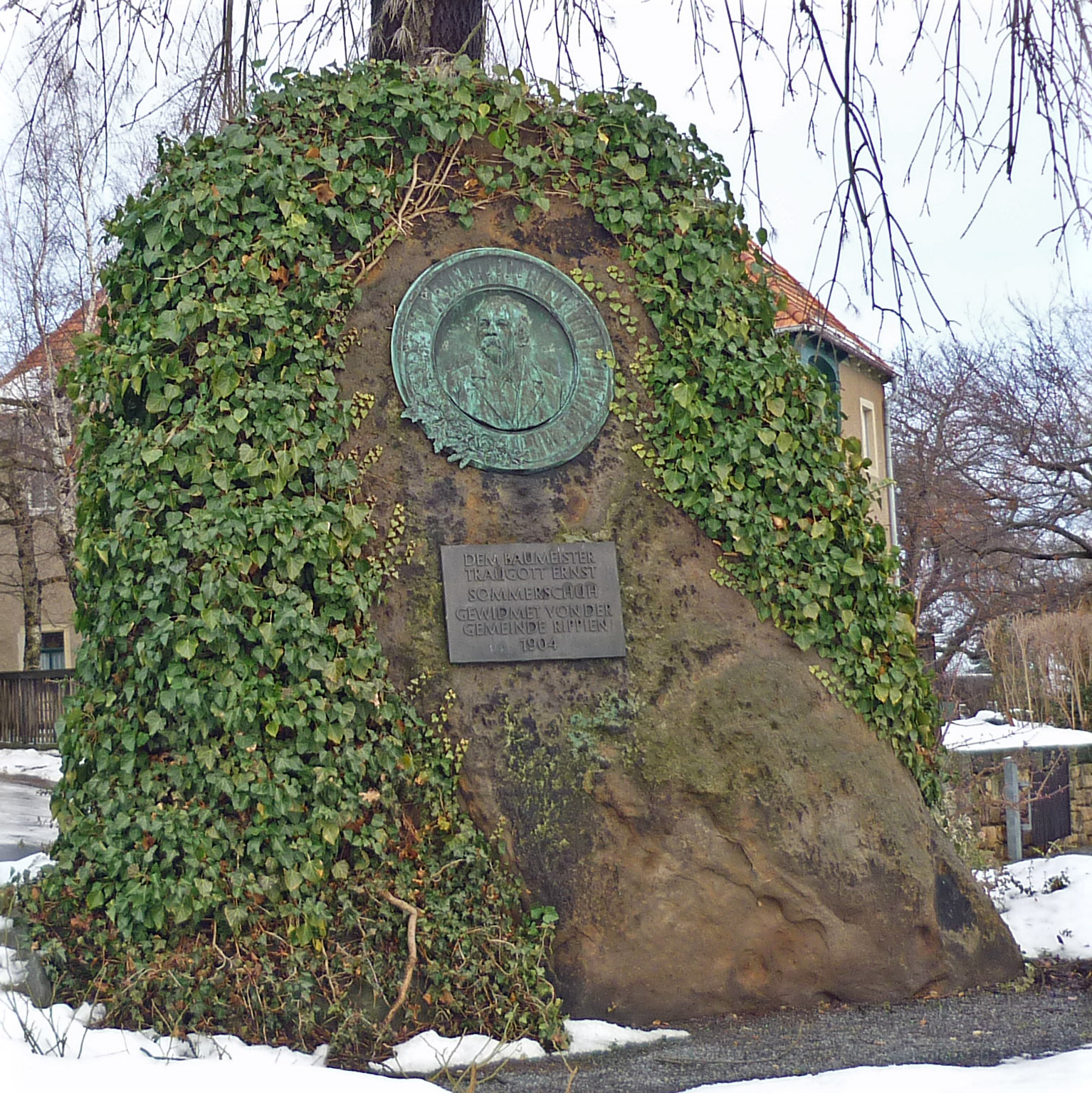
Sommerschuh-Denkmal in Rippien

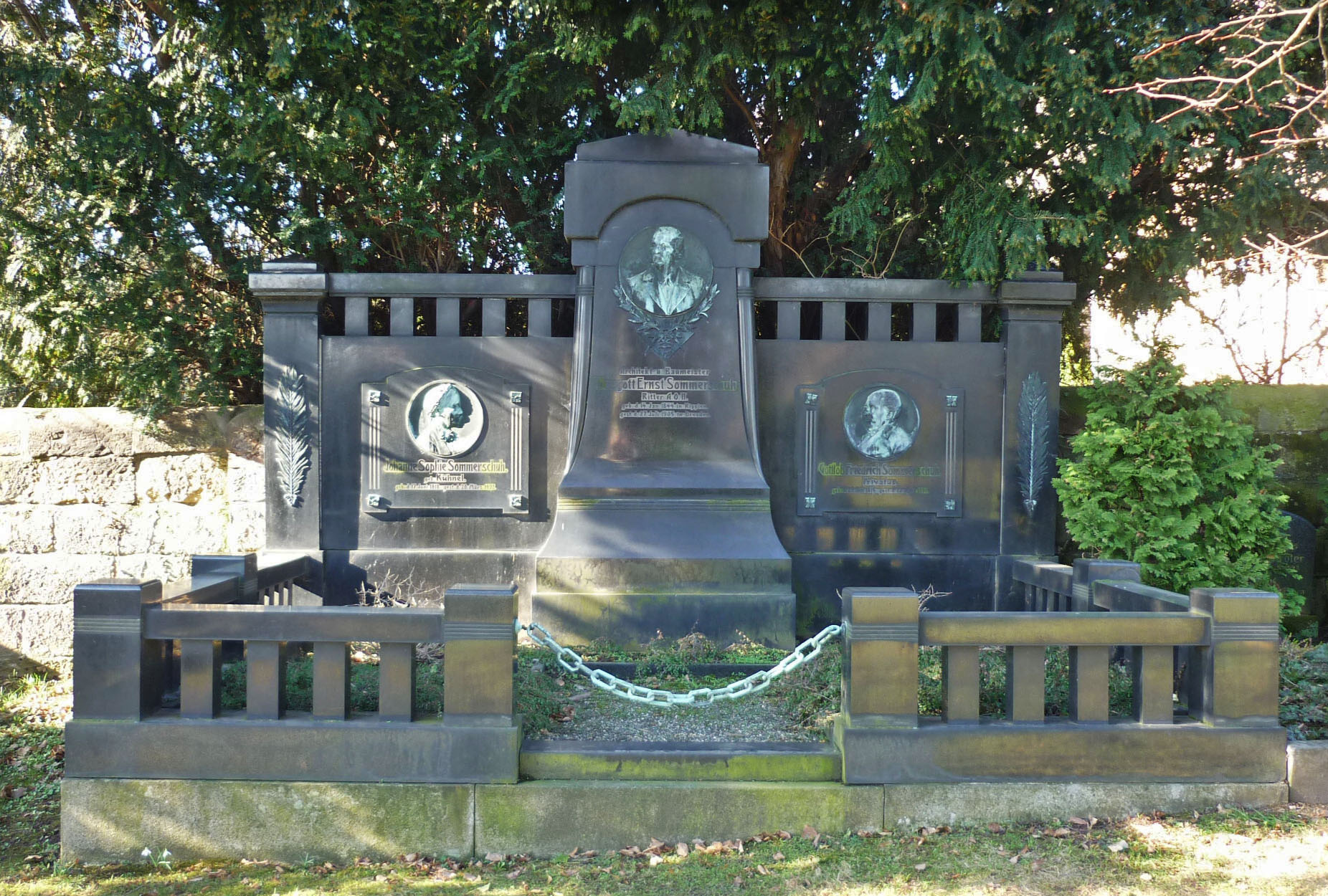
Grabstätte von Ernst Sommerschuh auf dem Friedhof in Possendorf

Ernst Sommerschuh (* 14. Januar 1844 in Rippien bei Bannewitz; † 27. Juli 1905 in Dresden-Räcknitz; vollständiger Name: Traugott Ernst Sommerschuh) war ein deutscher Architekt und Baumeister.

## Leben und Wirken
Sommerschuh studierte 1863–1865 an der Bauschule der Dresdner Kunstakademie und arbeitete zunächst 1866–1867 beim Stadtbauamt in Dresden, danach 1867–1869 bei Hermann Nicolai. Ab 1873 war er gemeinsam mit Gustav Rumpel selbständig unter dem Namen „Sommerschuh & Rumpel, Baumeister, Bureau für Architektur und Bauausführung in Dresden“ tätig; die Sozietät endete 1901.
Sein Grab befindet sich auf dem Friedhof von Possendorf.
Bauten und Entwürfe (Auswahl)
- 1884–1885: Bauausführung der Amerikanischen Kirche in Dresden (nach Entwurf von Otto Dögel; zerstört)[1]
- 1885: eigenes Wohnhaus Sommerschuhs in Dresden, Hübnerstraße 2
- 1885: Beteiligung am Umbau der Kirche in Possendorf
- 1887–1888: Wohn- und Geschäftshaus in Dresden, Moritzstraße 19 (zerstört)
- 1892–1893: Mockritzer Schule in Dresden, Südhöhe 31
- 1894: Bankhaus Rocksch in Dresden, Schloßstraße 24 (zerstört)
- 1894–1895: Wohn- und Geschäftshaus-Gruppe mit Restaurant Goethegarten in (Dresden-)Blasewitz, Schillerplatz 1/2/3 (unter Denkmalschutz)[2]
- 1897: Turm und Kesselhaus der Feldschlößchen-Brauerei in Dresden, Chemnitzer Str. 32
- 1897: Gebäude der Dresdner Bank in Dresden, König-Johann-Straße 3–5 (in Zusammenarbeit mit Kurt Diestel)[3]
- 1899: Bankhaus Günther & Rudolph (später Allgemeine Deutsche Credit-Anstalt) in Dresden, Altmarkt 16 (zerstört)[3]
- 1899: Villa in Dresden-Strehlen, Julius-Otto-Str. 12[4]
- 1900: Mehrfamilienhaus in Dresden, George-Bähr-Straße 18–20 / Helmholtzstraße 4[5][6]

## Die Sommerschuh-Stiftung
Im Jahr 1904 wurde durch Ernst Sommerschuh die Sommerschuh-Stiftung gegründet. Im Jahr 2000 wurde diese Stiftung durch den Gemeinderat der Gemeinde Bannewitz neu gegründet; sie dient gemeinnützigen Zwecken.